# Vekselvarm
En vekselvarm eller koldblodet organisme opretholder ikke en konstant kropstemperatur i modsætning til pattedyr og fugle. Dyr med vekselvarme kan for eksempel være krybdyr. Deres temperatur følger i højere grad omgivelserne. Modsætningen til vekselvarme dyr er ensvarme dyr (eller varmblodede).
Der findes forskellige grader af koldblodet-hed:
- Ectotherm – dyr der styrer kropstemperaturen ved brug af varme udefra (Græsk: ecto = "udenfor", therm = "varme"),
- Poikiloterm – dyr hvis kropstemperatur varierer og ofte er næsten den samme som dens omgivelser (Græsk: poikilos = "varieret", therm = "varme").
- Bradymetabolism – dyr der har et lavt stofskifte ved hvile (Græsk: brady = "langsom", metabol = "til at modificere").

På grund af denne underinddeling bruges udtrykkene vekselvarm eller koldblodet ikke længere videnskabeligt.
 Der er for få eller ingen kildehenvisninger i denne artikel, hvilket er et problem. Du kan hjælpe ved at angive troværdige kilder til de påstande, som fremføres i artiklen.

| Dyr | Spire Denne artikel om dyr er en spire som bør udbygges. Du er velkommen til at hjælpe Wikipedia ved at udvide den. |